# (3753) Cruithne
(3753) Cruithne er en nærjords-asteroide af Atentypen. Den bliver sommetider kaldt for Jordens Anden Måne. Dette er dog ukorrekt, eftersom 3753 Cruithne ikke er en af Jordens naturlige satellitter. Men Cruithne har status af at være kvasisatellit til Jorden.

## Opdagelse
(3753) Cruithne blev opdaget 10. oktober 1986 af Duncan Waldron på et fotografi, taget med UK Schmidt Telescope på Siding Spring Observatory, Coonabarabran, Australien.

## Navngivning
Asteroiden fik sit navn efter Cruithnefolket (også kendt som priteni'erne),
som var bosat i nutidens Skotland fra år 800 f.Kr., til år 1000; navnet refererer helt specifikt til deres legendariske første leder, som også bar navnet Cruithne.
|  |  |